# 姫川

奴奈川姫

姫川（ひめかわ）は、長野県北安曇郡および新潟県糸魚川市を流れ日本海に注ぐ河川。一級水系の本流（1969年4月1日に一級河川に指定）。
国土交通省が公表している一級河川の水質現況において、1999年（平成11年）以降4回にわたって水質ランキング日本一に輝いている。

## 地理
水源は長野県北安曇郡白馬村の親海湿原の湧水である。古事記や出雲国風土記には、高志国を治めていた豪族の娘、沼河比売（奴奈川姫）に八千矛神（大国主命）が出雲から求婚しに来たという神話が残されている。この奴奈川姫が姫川の名の由来とされる。またこの二柱の間に生まれた子・建御名方神が姫川を遡上して諏訪入りしたとの伝承もある。
源流部は姫川源流県自然環境保全地域に指定されている（1980年3月31日指定）。白馬村では白馬連峰に端を発する支流の松川や平川が扇状地を成し、平坦な盆地（白馬盆地）を形成している。ただ、流域の大半は白馬岳を始めとする標高2,000 mを超える山々が連なり、非常に急峻である。
流路が北アメリカプレートとユーラシアプレートの境界となっている糸魚川静岡構造線にほぼ沿い、東西にある急峻な西頸城山地と北アルプスから供給される土砂が多い。また、飛騨外縁帯の脆弱な蛇紋岩が上流部の八方尾根、中流部の平岩・小滝付近、および支流の大所川上流部に広く分布するため、地すべり地形が広く分布する。そのため豪雨による土砂災害が絶えず、道路や鉄道が不通となることがたびたびあり、暴れ川として知られている。
糸魚川市のウェブサイトでは、天津神社に残る奴奈川姫にまつわる伝説のひとつとして、糸魚川の名の由来が「厭い川」（よく氾濫を繰り返す川）である説を紹介している。

## 地質

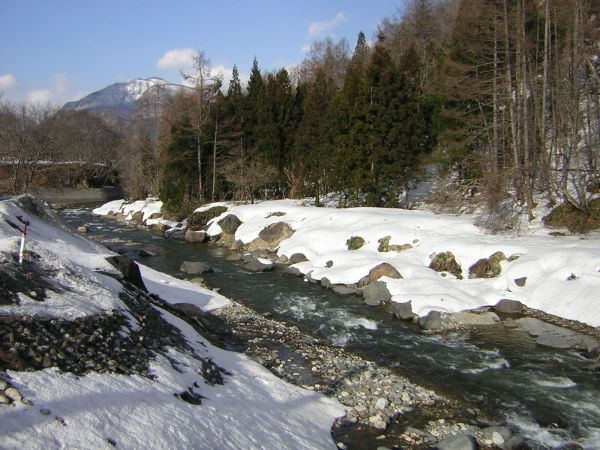
姫川（長野県白馬村）

この川の流域には、蛇紋岩中に構造岩塊として含まれていたヒスイの産地があり、現在確認されている日本全国の縄文時代早期から奈良時代の遺跡から発見されているヒスイ製大珠や勾玉などの装身具の原料は、この川の流域や西方にある青海川流域、および新潟県糸魚川市大和川海岸から富山県下新川郡朝日町宮崎海岸にかけての日本海沿岸で採取されたヒスイを用いて現地で加工されたものであると考えられている。
現在でも、姫川河口の東西の海岸（東は糸魚川市大和川海岸、西は黒部市石田浜）や姫川の河原において、ヒスイを観察することができるが、ヒスイに類似した岩石も多く鑑定には経験を要する。糸魚川市美山公園にはヒスイについて考古学的な側面から紹介した長者ケ原考古館と、地球科学的側面から紹介した、フォッサマグナミュージアムがあり、フォッサマグナミュージアムでは採集した岩石がヒスイかどうかを学芸員が鑑定するサービスが行われている。

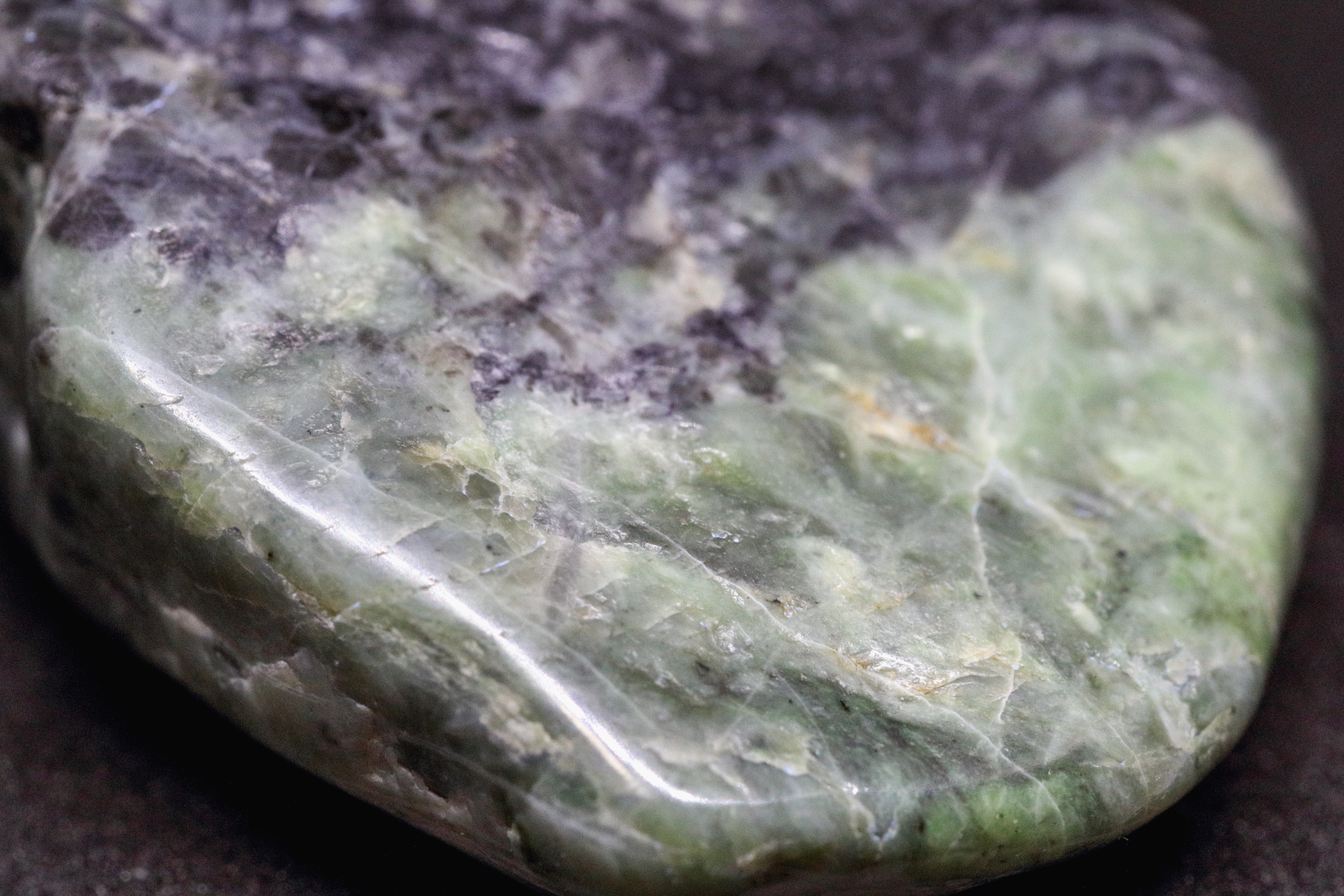
ヒスイ輝石
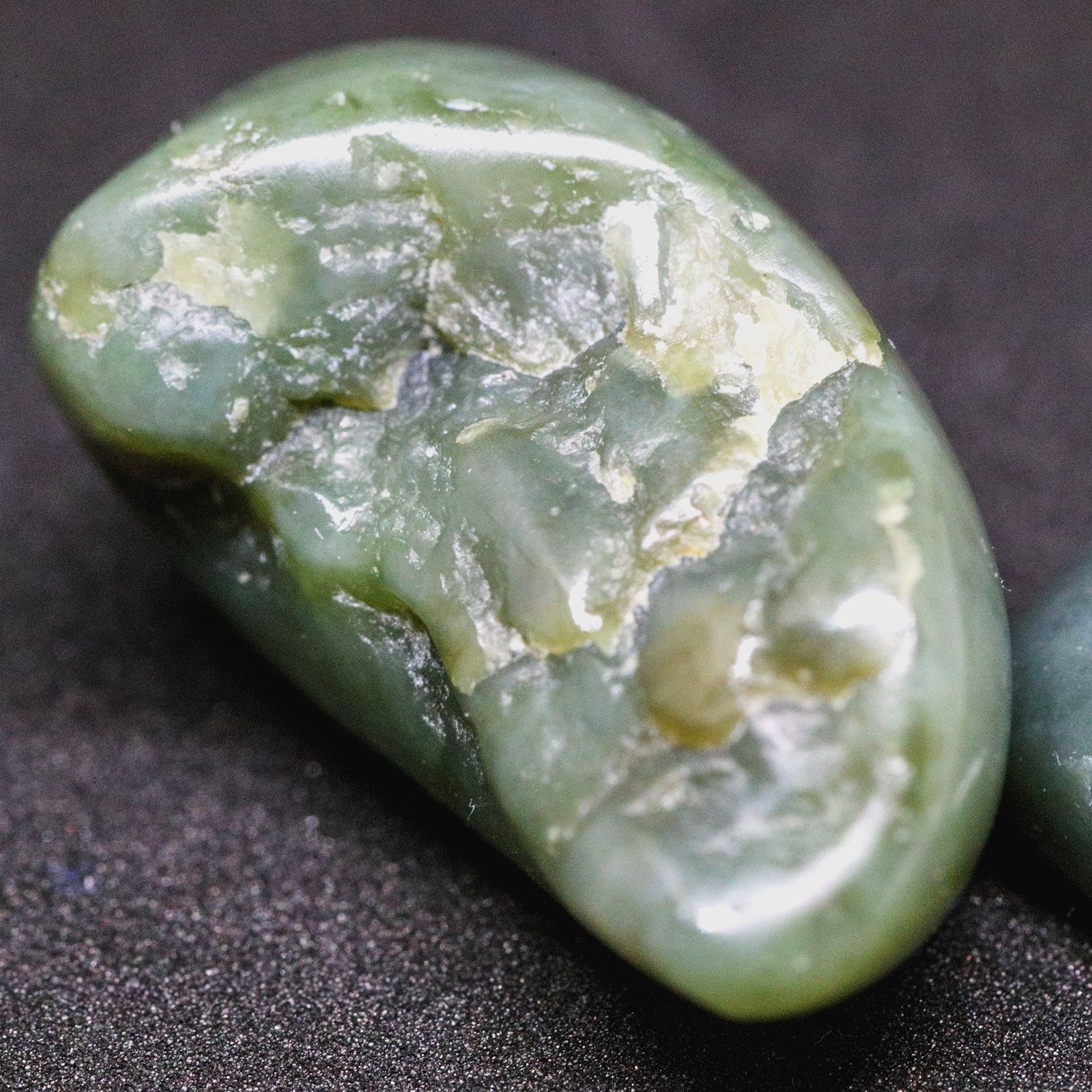
軟玉
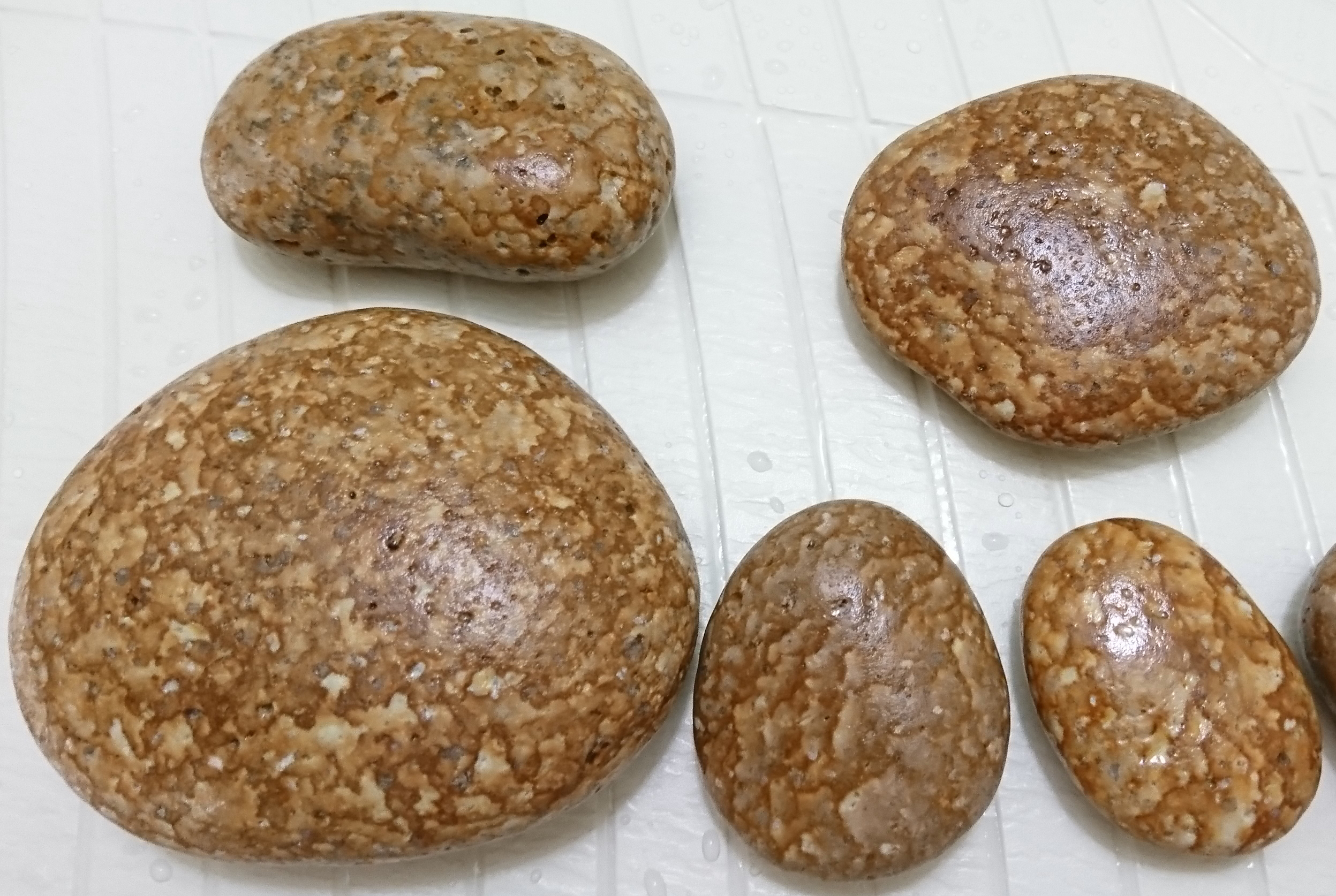
姫川薬石（石英斑岩）

## 姫川源流自然探勝園

### 親海湿原
姫川の源流は元々の水源は青木湖であったが、佐野坂の地すべり堆積物によって堰き止められたと考えられている。親海湿原はその堆積物の間にすり鉢状の凹地に、河川の流入もなく湧水によって形成された標高745 mの湿原である。また湿原の水は、「ドウカク山」の斜面に沿い伏流し姫川の源流となる。湿原の湧水は青木湖からの漏水であるとの説があるが詳しい調査は行われていない。
亜高山帯から高山帯の湿原植物が自生しホロムイソウの長野県唯一の自生地として有名である。また、福寿草、水芭蕉、ミツガシワ群落、カキツバタ・サワオグルマ・コオニユリ・サワギキョウ・コバギボウシ・ドクゼリ等の多くの植物が自生する。湿原は木道の遊歩道等で整備され20分程度で1周できる。
1980年（昭和55年）には、白馬村指定天然記念物に指定された。

### 姫川源流湧水
親海湿原の「ドウカク山」の南にある荒神の森を隔てて、親海湿原の水が再び湧水する。姫川源流湧水として名水百選に選定されている。
河床は細かい礫であり、バイカモの群落、涌水近くはクレソン、川辺にはネコノメソウ、フクジュソウ、ミズバショウ、キクザキイチゲ、カタクリ、ニリンソウが咲き、ヒメザゼンソウの群落が自生する。セキショウモやエビモなどの水草が繁茂し、イワナの溯上も確認されている。
- 別角度から見た源流水

## 災害

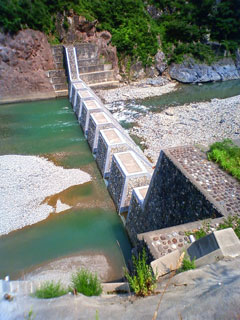
土石流対策のスリットダム

明治44年（1911年）8月、稗田山の北側斜面が崩壊し、大量の岩屑が支流の浦川を流下して姫川河床に堆積し、高さ60 m - 65 mの天然ダムを形成した。堰き止められた姫川は長瀬湖と呼ばれる湖を出現させ、川沿いの集落に甚大な被害を与えた。この崩壊は20世紀の日本における最大の山体崩壊であり「稗田山崩れ」と呼ばれている。常願寺川の鳶山崩れ、安倍川の大谷崩れと共に日本三大崩れの一つとされる。
近年では平成7年（1995年）7月11日の災害（7.11水害）で、川沿いに位置する姫川温泉、蒲原温泉などが甚大な被害を受け、国道148号、大糸線が長期不通となった。なお、翌年12月6日にはこの災害復旧工事中に土石流が発生し作業員14人が死亡している。
このほか江戸時代より多数の出水、土砂災害の記録が残る。糸魚川市の歴史も参照のこと。

## 水力発電
姫川水系はその急峻な地形や豊富な水量から、水力発電の適地として大正時代より開発が進められている。
電力会社のほか、発電会社、民間企業など多くの事業者が水力発電所を運営している点が特徴であり、本川上流部には中部電力、中流部にはデンカや黒部川電力（デンカ・北陸電力共同出資）、下流部には東京発電（東京電力グループ）の発電所が存在する。
また、支流の大所川には東北電力、平川には長野県の発電所が存在する。

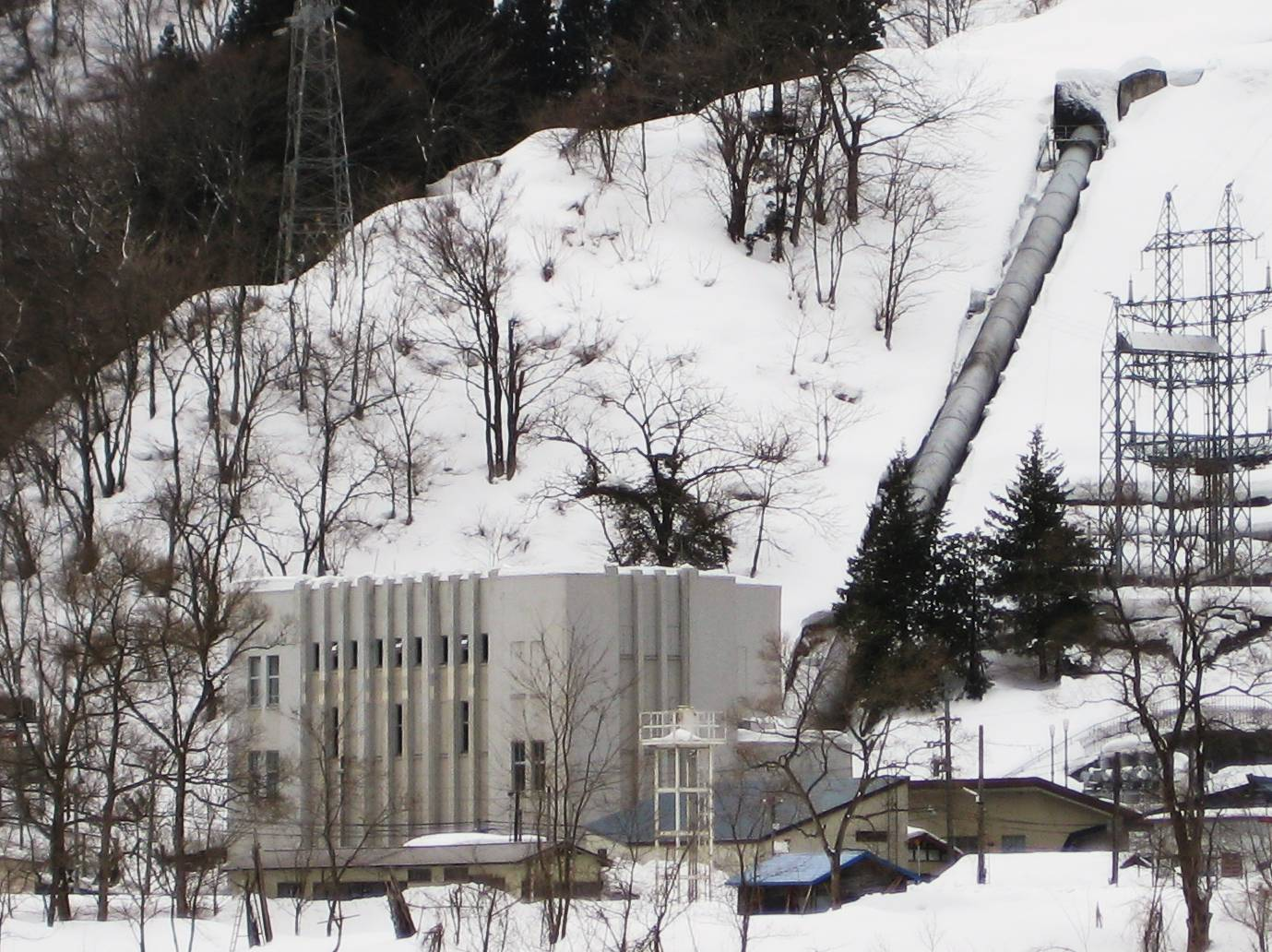
中部電力姫川第二発電所
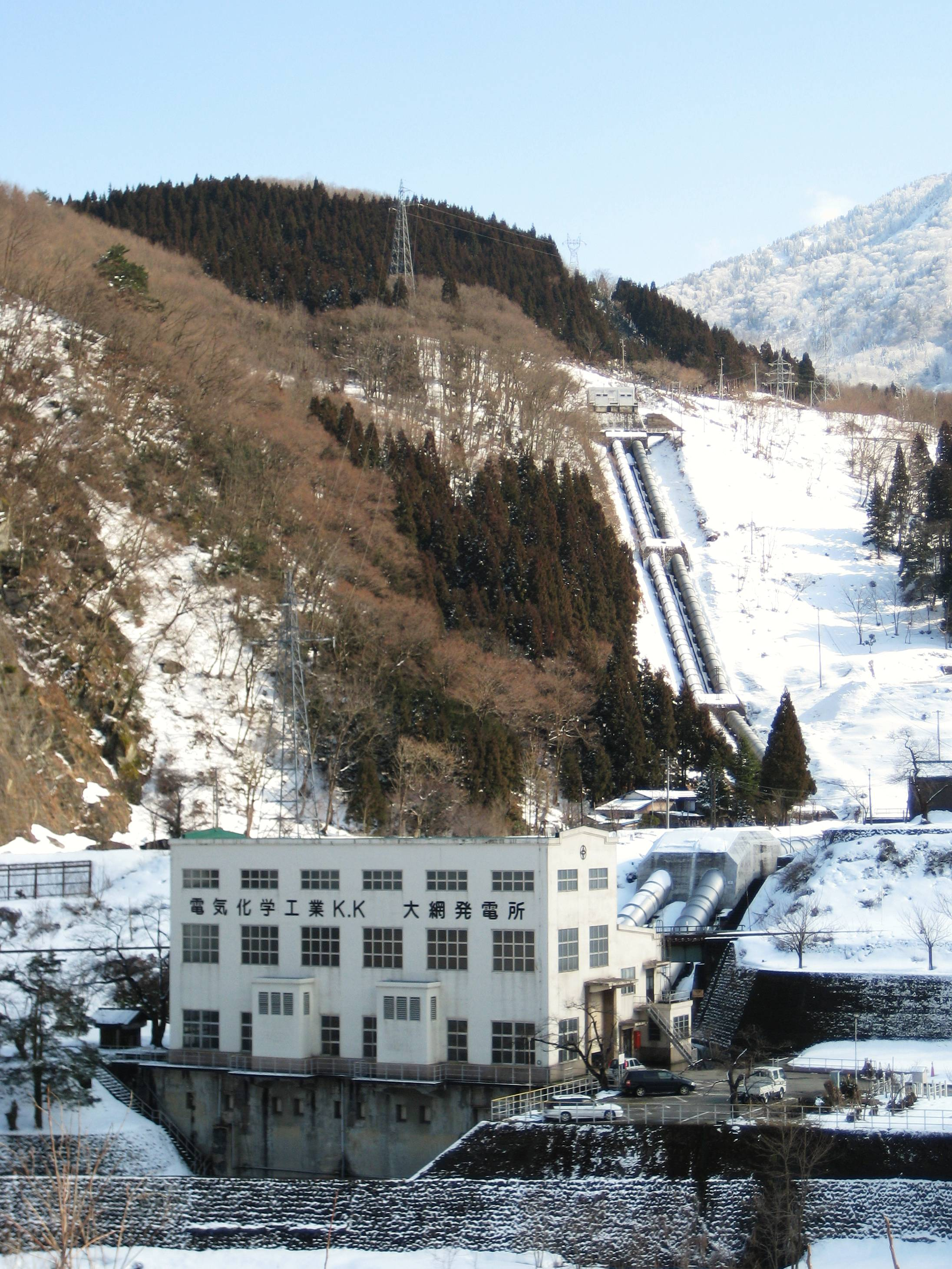
デンカ大網発電所
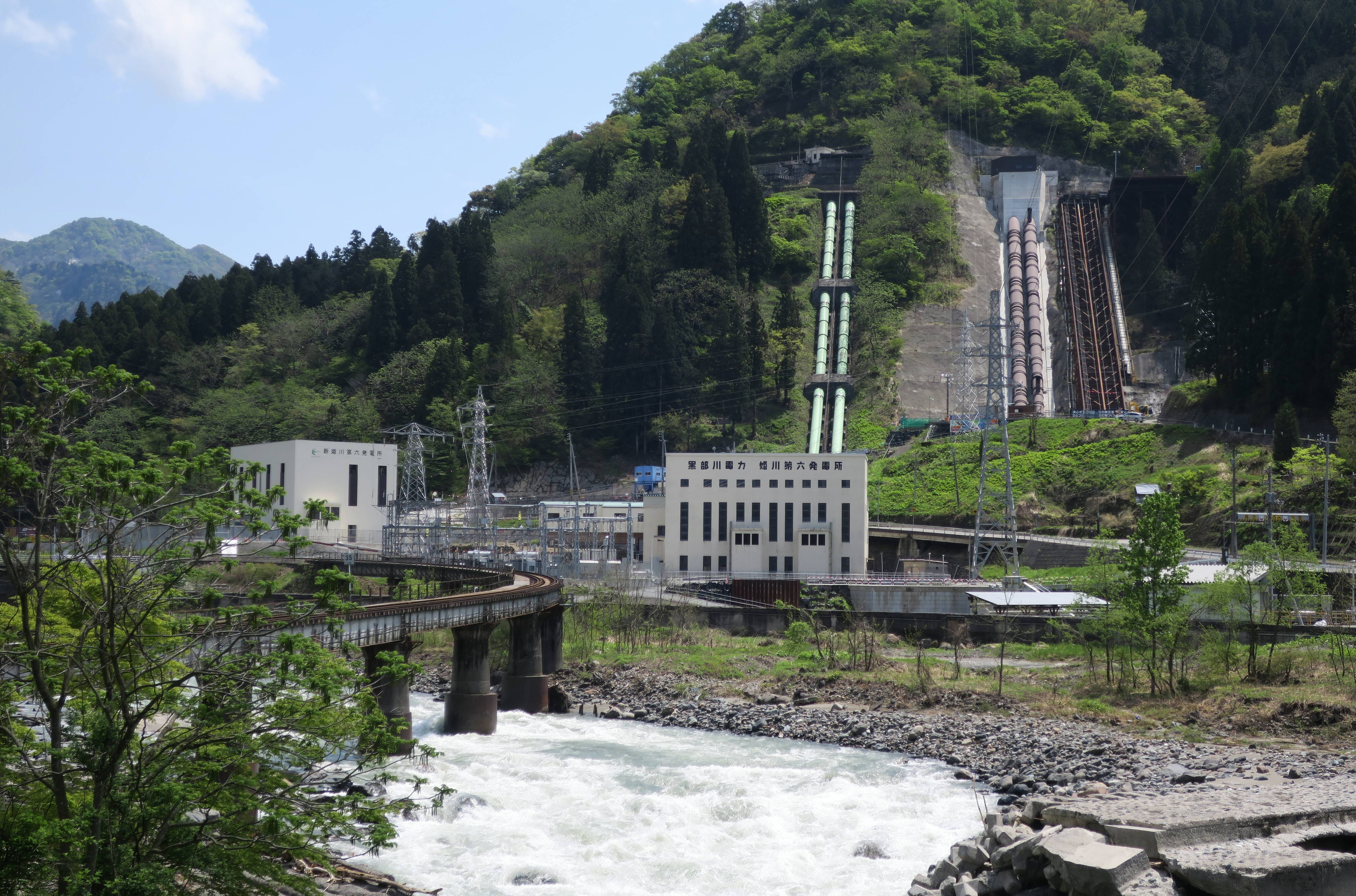
黒部川電力新姫川第六（左）・姫川第六発電所（右）
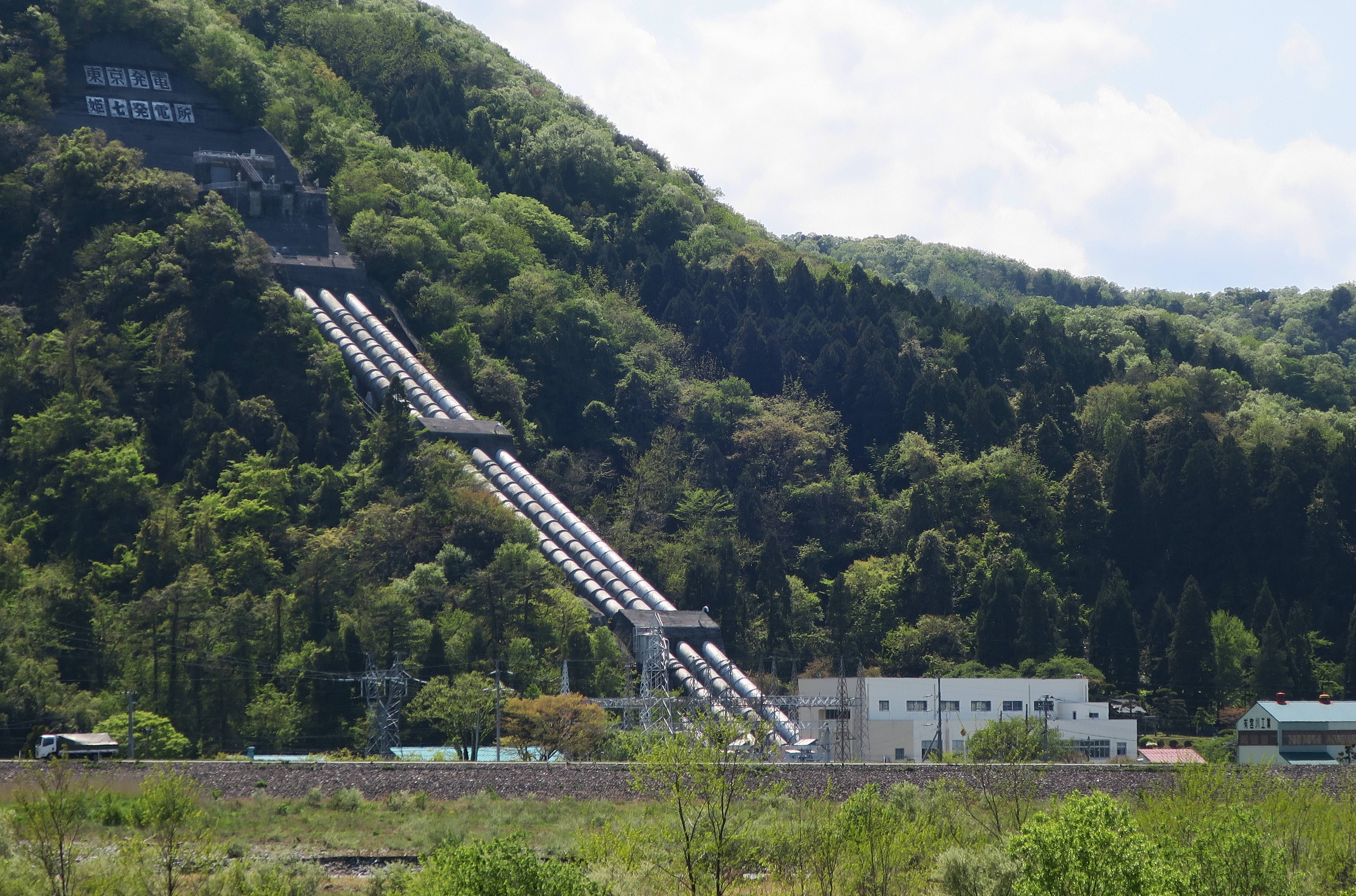
東京発電姫川第七発電所

## 主な河川施設
- 姫川第二ダム（姫川第二発電所）
- 姫川第三ダム（姫川第三発電所）
- 北小谷発電所
- 大網発電所
- 姫川スリットダム（砂防堰堤）[9]
- 姫川第六発電所
- 新姫川第六発電所
- 姫川第七発電所

また、支流においても大小十数か所の水力発電所の他、治水を目的とした多数の砂防堰堤が立地する。

## 流域の自治体
長野県
北安曇郡白馬村、小谷村
新潟県
糸魚川市

## 支流
- 平川
- 松川
- 楠川
- 中谷川
- 蒲原沢
- 浦川
- 小滝川 （ヒスイの産地）
- 根知川

## 並行する交通

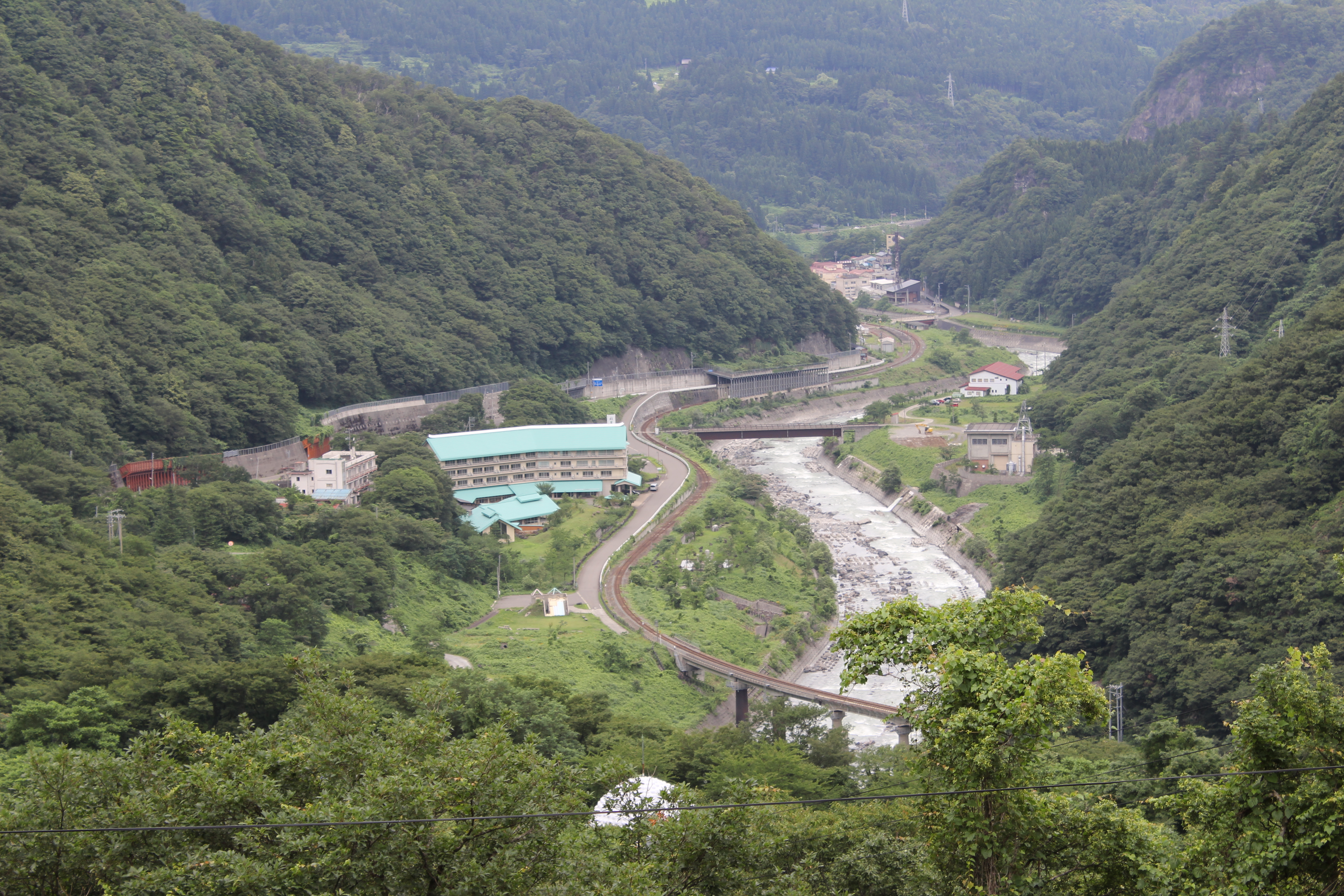
姫川温泉とJR大糸線

姫川沿いは長野県と新潟県上越地方とを結ぶ数少ない交通路であり、塩の道（千国街道）として利用されてきた歴史がある。今日でも国道148号および大糸線（JR東日本・西日本）が並行している交通の要衝である。

## 主な橋梁
- 姫川橋 - 新潟県道486号姫川港青海線
- 姫川橋梁 - 北陸新幹線
- 姫川大橋 - 国道8号
- 姫川橋梁 - えちごトキめき鉄道日本海ひすいライン
- 姫川橋 - 北陸自動車道
- 今井橋 - 新潟県道222号西中糸魚川線
- 翡翠橋（みどりばし） - 糸魚川市道大野西中線
- 中山橋 - 国道148号
- 山本橋 - 国道148号
- 第一下姫川橋梁 - 大糸線
- 第二下姫川橋梁 - 大糸線
- 大正橋 - 国道148号
- 第三下姫川橋梁 - 大糸線
- 第四下姫川橋梁 - 大糸線
- 第五下姫川橋梁 - 大糸線
- 第六下姫川橋梁 - 大糸線
- 第七下姫川橋梁 - 大糸線
- 姫川湯橋 - 小谷村道大網線
- 大網橋 - 小谷村道長坂線
- 第八下姫川橋梁 - 大糸線
- 小谷橋 - 小谷村道下寺光明下線
- 小谷大橋 - 国道148号
- 姫川橋 - 小谷村道川尻線
- 第五姫川橋梁 - 大糸線
- 姫川橋 - 長野県道114号川尻小谷糸魚川線
- 第四姫川橋梁 - 大糸線
- 立山橋 - 国道148号
- 中央橋 - 長野県道330号奉納中土停車場線
- 宮本橋 - 小谷村道東側線
- 柳瀬橋 - 国道148号
- 月岡橋 - 国道148号
- 第三姫川橋梁 - 大糸線
- 黒川橋 - 小谷村道黒川線
- 第二姫川橋梁 - 大糸線
- 高橋 - 小谷村道滝の平線
- 川上橋 - 国道148号
- 栂池大橋 - 国道148号
- 川内橋 - 小谷村道白馬大池駅線
- 第一姫川橋梁 - 大糸線
- 姫川通橋 - 白馬村道0208号線
- 水神宮橋 - 白馬村道0206号線
- 内川橋 - 白馬村道4001号線
- 押込橋
- 大出の吊橋
- 天神宮橋 - 国道406号
- 蕨平橋 - 白馬村道0204号線
- 下河原大橋 - 白馬村道0203号線
- 深空橋 - 白馬村道1056号線
- 赤坂橋 - 白馬村道1057号線
- 姫川橋 - 白馬村道1058号線
- 境橋 - 白馬村道1062号線
- 田頭橋 - 白馬村道1010号線
- 土合橋 - 長野県道33号白馬美麻線
- 大川橋 - 白馬村道1082号線
- 南沖橋 - 白馬村道0201号線
- 奈良井橋 - 白馬村道1091号線
- 佐野沖橋 - 白馬村道0101号線
- 佐野南沖橋 - 白馬村道1094号線